# Aviatik (Berg) D.II
El Aviatik (Berg) D.II, cuyos prototipos se conocieron como Aviatik 30.22 y Aviatik 30.38, fue un prototipo de caza austro-húngaro de finales de la Primera Guerra Mundial.

## Desarrollo
El fuselaje del D.II era virtualmente idéntico al del D.I. Sin embargo, se caracterizaba por su ala baja cantilever de corta envergadura. Durante 1917, se construyeron 19 D.II para ser evaluados en primera línea. Los aviones de la serie 39 estaban propulsados por el motor Austro-Daimler 6 de 149,14 kW (200 hp) y los aviones de la serie 339, por el motor Austro-Daimler 6 de 167,78 kW (225 hp), moviendo una hélice Jaray cuatripala, y estando armados con la acostumbrada pareja de ametralladoras Schwarzlose de 8 mm. Otro prototipo (el 30.38) fue producido instalando un motor Hiero de 149,14 kW (200 hp) en un fuselaje de D.II.

## Historia operacional
Los tres primeros aviones de producción fueron probados en noviembre de 1917, y siete aparatos fueron evaluados en el frente más tarde aquel año, mostrándose prometedores. Sin embargo, la decisión tomada fue que Aviatik produjera, en su lugar, el Fokker D.VII, y todos los planes para continuar la producción fueron detenidos.

## Operadores
Imperio austrohúngaro
- Luftfahrtruppen

 Reino de Yugoslavia
- Real Fuerza Aérea del Ejército de Yugoslavia (Posguerra)

## Especificaciones (D.II serie 39/339)
Referencia datos: GroszAustro

### Características generales
- Tripulación: Uno (piloto)
- Longitud: 6,98 m (39), 7,1 m (339)
- Envergadura: 7,5 m (superior, 39), 8 m (superior, 339), 5,2 m (inferior)
- Altura: 2,45 m
- Superficie alar: 19,5 m² (39), 2,6 m² (339)
- Peso vacío: 668 kg (339)
- Peso cargado: 845 kg (39), 947 kg (339)
- Planta motriz: 1× motor lineal de seis cilindros refrigerado por agua Austro-Daimler 6 (39), Austro-Daimler 6 de 167,78 kW (225 hp) (339).
  - Potencia: 150 kW (200 hp)
- Hélices: Jaray cuatripala
- Ascenso a:

  - 1000 m (3280,8 pies): (39) 3 min 5 s, (339) 3 min 39 s
  - 2000 m (6561,7 pies): (39) 6 min 2 s, (339) 7 min 17 s
  - 3000 m (9842,5 pies): (39) 10 min 55 s, (339) 11 min 32 s
  - 4000 m (13 123,4 pies): (39) 18 min 7 s, (339) 16 min 54 s
  - 5000 m (16 404,2 pies): (339) 28 min 36 s

### Rendimiento
- Velocidad nunca excedida (Vne): 217 km/h

### Armamento
- Ametralladoras: 

  - 2x Schwarzlose MG M.07/12 de 8 mm